# Fournels
Fournels (okzitanisch: Fornèls) ist ein Ort und eine südfranzösische Gemeinde mit 369 Einwohnern (Stand: 1. Januar 2022) im Département Lozère in der Region Okzitanien (vor 2016 Languedoc-Roussillon). Die Gemeinde gehört zum Arrondissement Mende und zum Kanton Peyre en Aubrac. Die Einwohner werden Fournelais genannt.

## Lage
Fournels liegt im Nordosten des zum Zentralmassiv gehörenden Hochplateaus des Aubrac etwa 44 Kilometer nordwestlich von Mende am Flüsschen Bédaule, das an der nordwestlichen Gemeindegrenze in den Bès einmündet. Das Gemeindegebiet gehört zum Regionalen Naturpark Aubrac. Umgeben wird Fournels von den Nachbargemeinden Arzenc-d’Apcher im Norden und Nordwesten, Termes im Osten und Nordosten sowie Noalhac im Süden und Westen.

## Bevölkerungsentwicklung
| Jahr                       | 1962 | 1966 | 1975 | 1982 | 1990 | 1999 | 2006 | 2018 |
| -------------------------- | ---- | ---- | ---- | ---- | ---- | ---- | ---- | ---- |
| Einwohner                  | 435  | 347  | 311  | 336  | 340  | 324  | 350  | 369  |
| Quellen: Cassini und INSEE |      |      |      |      |      |      |      |      |

## Sehenswürdigkeiten
- Schloss Fournels, 1573 wieder errichtet

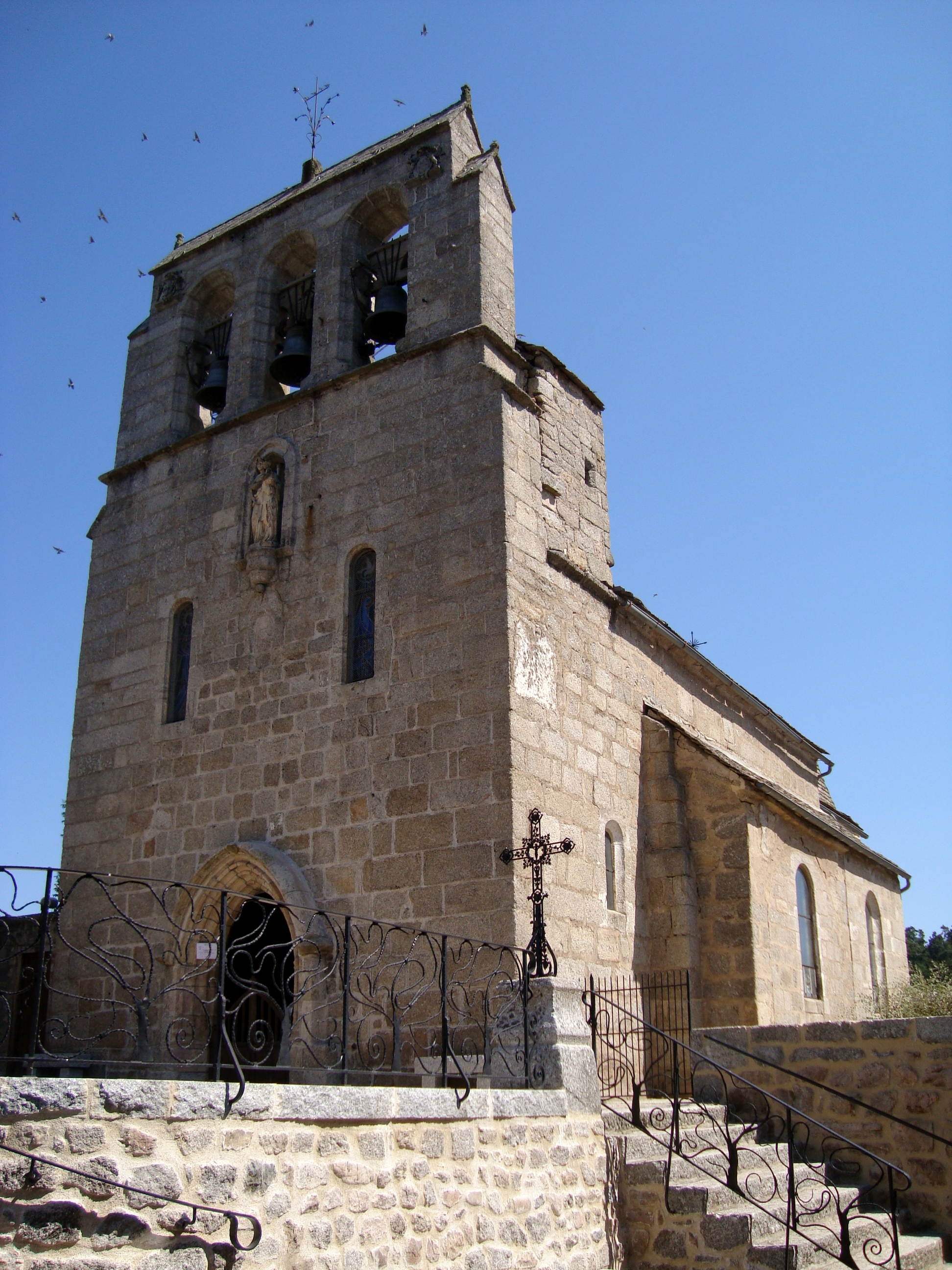
Kirche Notre-Dame
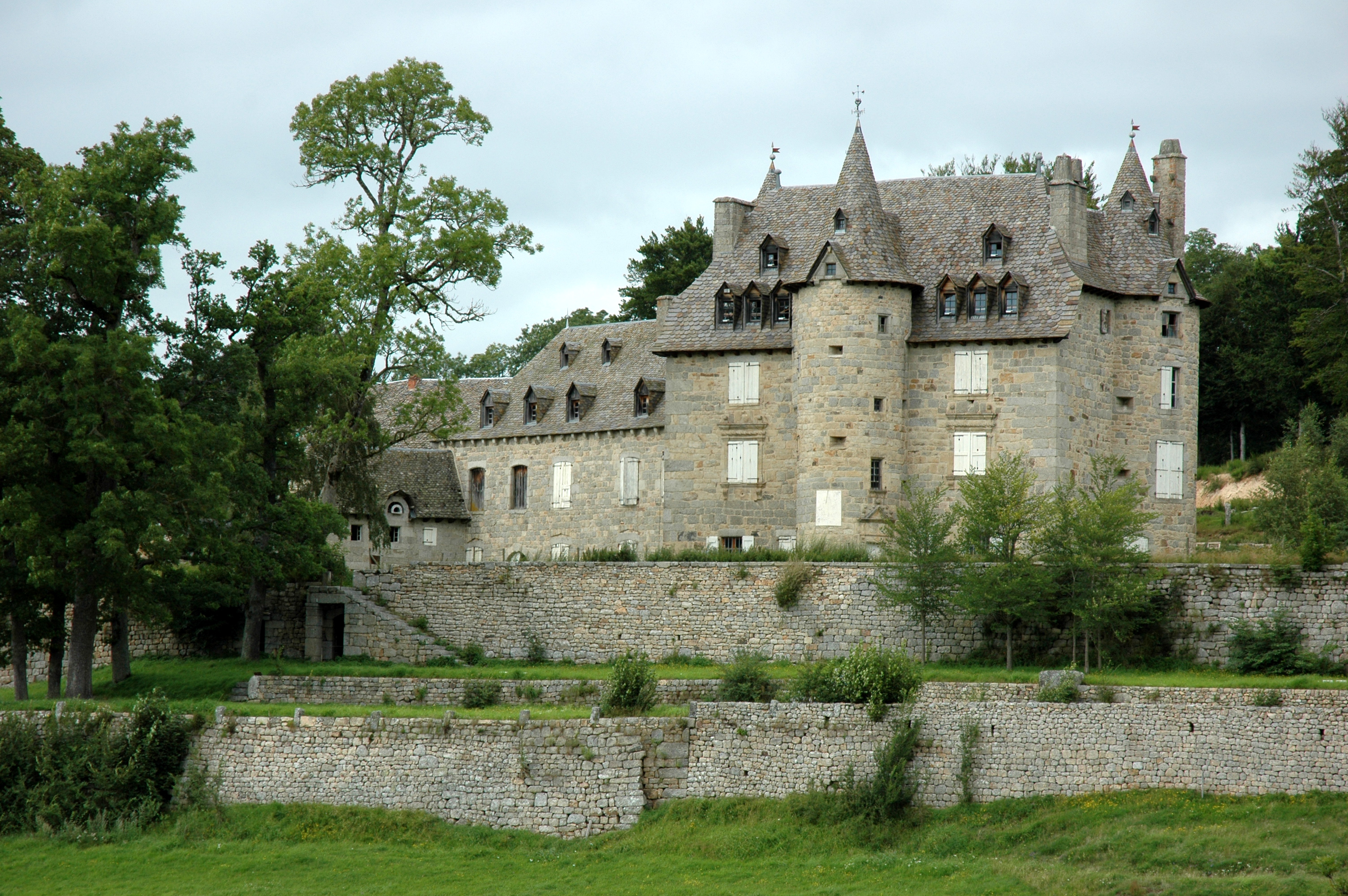
Schloss Fournels

- Kirche Notre-Dame
- Schloss Fournels

## Persönlichkeiten
- Dominique de Lastic de Fournels (1742–1795), Bischof von Couserans (1779–1790)
- Pierre Morel-À-L’Huissier (* 1958), Rechtsanwalt und Politiker (UMP), Bürgermeister von Fournels (seit 2001)